# Xã Afton, Quận Ward, Bắc Dakota
Xã Afton (tiếng Anh: Afton Township) là một xã thuộc quận Ward, tiểu bang Bắc Dakota, Hoa Kỳ. Năm 2010, dân số của xã này là 609 người.